# Dub Inc
Dub Inc (prèviament conegut com a Dub Incorporation) és un grup de reggae francès de Saint-Étienne, actiu des del 1997. Combinen un especre variat d'estils entre els quals s'inclouen el dancehall, el dub, el raggamuffin, l'ska i el rap. El seu estil també es troba influenciat per la música africana i amaziga, i canten en una mescla de francès, anglès i cabilenc. Les seves cançons presenten missatges de consciència i crítica social.
El grup ha tret set àlbums d'estudi. Els tres primers, Diversité (2003), Dans le décor (2005) i Afrikya (2008) van ser sota el nom de Dub Incorporation. Posteriorment s'escurcen el nom a Dub Inc, sota el qual publiquen Hors contrôle (2010), Paradise (2013), So What (2016) i Millions (2019). El 2012 es va estrenar Rude Boy Story, un film documental sobre el grup.

## Membres
Vocals i percussions
- Hakim "Bouchkour" Meridja
- Aurélien "Komlan" Zohou

Guitarra principal
- Jérémie Grégeois

Baix i percussions
- Moritz Von Korff

Teclats
- Frédéric Peyron

- Idir Derdiche

Bateria i percussions
- Grégory "Zigo" Mavridorakis

Gestió
- Mathieu

## Discografia

### Àlbums
| Any  | Àlbum         | Segell    | Màxima posició en rànquings | Màxima posició en rànquings | Màxima posició en rànquings | Cançons |
| Any  | Àlbum         | Segell    | FRA                         | BEL (Wa)                    | SWI                         | Cançons |
| ---- | ------------- | --------- | --------------------------- | --------------------------- | --------------------------- | --- |
| 2003 | Diversité     | —         | 141                         | —                           | —                           | 1. «My Freestyle» 2. «Visions» 3. «Life» (amb Tiken Jah Fakoly) 4. «Rude Boy» 5. «Murderer» 6. «Holy Mount» 7. «Galérer» 8. «L'échiquier» 9. «I'n'i Soldier» 10. «Écran Total» 11. «Diversité» 12. «See di Youth» |
| 2005 | Dans le décor | —         | 61                          | —                           | —                           | 1. «Survie» 2. «One Shot» 3. «Monnaie» (amb Lyricson) 4. «Chaines» 5. «A Imma» 6. «Decor» 7. «Achatah» (amb Omar Perry) 8. «Bla Bla» 9. «Face à soi» 10. «Speed» (amb David Hinds d'Steel Pulse) 11. «La corde raide» 12. «Never Stop» 13. «Never More»                                                                                     |
| 2008 | Afrikya       | Dub Inc   | 29                          | —                           | 100                         | 1. «Métissage» 2. «Day After Day» 3. «Do sissi» 4. «Fara fina» 5. «SDF» 6. «Tiens bon» 7. «Djamila» 8. «Afrikya» 9. «Jump Up Again» 10. «Myself» 11. «For All di Youth» 12. «Petit soldat» 13. «Même si» 14. «Même dub» |
| 2010 | Hors contrôle | Naïve     | 27                          | —                           | —                           | 1. «Tout ce qu’ils veulent» 2. «Laisse le temps» 3. «Dos à dos» 4. «No Doubt» (amb Tarrus Riley) 5. «Crazy Island» 6. «Ego.com» 7. «El Djazzaïr» (amb Jimmy Oihid i Amazigh Kateb) 8. «Funambule» 9. «Bang bang» 10. «Children» 11. «On a les armes» 12. «Fils de» 13. «Get mad» 14. «Unité» 15. «Mélodie»                                  |
| 2013 | Paradise      | Diversité | 15                          | 137                         | 77                          | 1. «Revolution» 2. «Better Run» 3. «Paradise» 4. «Chaque nouvelle page» 5. «Partout dans ce monde» 6. «They Want» (amb Skarra Mucci) 7. «Foudagh» 8. «Il faut qu'on ose» 9. «Sounds Good» 10. «Hurricane» 11. «Enfants des ghettos» (amb Meta Dia i Alif Naaba) 12. «Only Love» (amb Jah Mason) 13. «Dub contrôle»                          |
| 2016 | So What       | Diversité | 21                          | 84                          | 59                          | 1. «Grand périple» 2. «Exil» 3. «So What» 4. «No Matter Where You Come From» 5. «Triste époque» 6. «Love Is the Meaning» 7. «Don't Be a Victim» (amb Naâman) 8. «Maché bécif» 9. «Justice» (amb Mellow Mood) 10. «Comme de l'or» 11. «Fêlés» 12. «Ragga Bizness» 13. «Rise Up» 14. «Erreurs du passé»                                       |
| 2019 | Millions      | Idol      | 7                           | —                           | —                           | 1. «On est ensemble» 2. «Couleur» 3. «Dans ta ville» 4. «À tort ou à raison» 5. «À la fois» 6. «Chaâbi» 7. «Millions» 8. «Authentique» 9. «Nos armes» 10. «My Bro'» (amb Million Stylez) 11. «My Dub» 12. «Fake News» 13. «Inès» 14. «En nous»                                                                                              |
| 2022 | Futur         | Idol      | —                           | —                           | —                           | 1. «Allons leur dire» 2. «Nos héros» (amb Balik) 3. «Tour du monde» 4. «Il est temps» (amb Taïro) 5. «Peu importe» 6. «Mélodie rebelle» 7. «Terre promise» 8. «Bad Boy» (amb Alborosie) 9. «Mazal» (amb Democratoz) 10. «Puzzle» 11. «Limites» 12. «Diamant» 13. «Jamais seul» 14. «Doctor Dancehall» 15. «People of the World» (amb Kumar) |

Àlbums en directe
| Any  | Àlbum                               | Segell    | Màxima posició | Cançons |
| Any  | Àlbum                               | Segell    | FRA            | Cançons |
| ---- | ----------------------------------- | --------- | -------------- | --- |
| 2006 | Dub Inc Live                        | —         | 104            | 1. «Aéro dub» 2. «Dario's Dub» 3. «Hakimniktou» 4. «L'échiquier» 5. «Maquette 2» 6. «Maquette 3.2 + «Irie» 7. «Police Murderer» 8. «Rude Boy» 9. «This Way» |
| 2015 | Live - Paradise Tour - At L'Olympia | Diversité | 150            | 1. «Intro 2. «Tout ce qu'ils veulent» 3. «Monnaie» 4. «Dos à dos» 5. «Chaque nouvelle page» 6. «Métissage» 7. «Paradise» 8. «Laisse le temps» 9. «Il faut qu'on ose» 10. «Better Run» 11. «Murderer» 12. «Get Mad» 13. «Partout dans ce monde» 14. «My Freestyle» 15. «They Want» 16. «Fils de» 17. «Foudagh» 18. «Chaînes» 19. «Rude Boy» 20. «Sounds Good» |

### Senzills
| Any  | Senzill        | Màxima posició |
| Any  | Senzill        | FRA            |
| ---- | -------------- | -------------- |
| 2007 | "Version 1.2." | 91             |